# Обнажённое оружие
«Обнажённое ору́жие» (англ. Naked Weapon, кит. 赤裸特工) — гонконгский триллер режиссёра Чэна Сяодуна. По теме фильм схож с более ранним проектом продюсера и автора сценария Вона Цзина, фильмом «Обнажённая убийца» (1992). Сюжет вращается вокруг трёх женщин-убийц, которые используют свою молодость и красоту.
Фильм собрал 72 828 HK$ в Гонконге, но затем интерес к картине быстро упал, и она покинула все рейтинги.

## Сюжет
После таинственного убийства босса мафии девушкой-киллершей, которая погибает сразу после убийства, агенты ЦРУ начинают расследование и узнают, что по всему миру похищают  девочек, увозят на отдаленный остров и делают из них суперубийц.

## Актёры
- Алмен Вонг, Мадам М, лидер таинственной международной организации убийц
- Мэгги Кью, Шарлин Цзин, похищена Мадам М и обучена, чтобы стать профессиональным убийцей, лучшая подруга Кэт
- Аня Ву, Кэт, похищена Мадам М и обучена, чтобы стать профессиональным убийцей, лучшая подруга Шарлин
- Джевел Ли, Джин, также одна из девочек, похищенных Мадам М, могла бы стать единственным победителем, если бы не решение Мадам М
- Дэниел Ву, Джек Чен, сотрудник ЦРУ на след Мадам М и её убийц
- Чжэн Пэйпэй , Фэй Цзин, мать Шарлин
- Эндрю Лин, Ryuichi, босс якудзы